# 13 avril dans les chemins de fer
13 mars 13 mai
Chronologies thématiques
- Croisades
- Sports
- Disney

Cette page concerne les événements qui se sont déroulés un 13 avril dans les chemins de fer.

## XIXesiècle
- 1845 : en France, ordonnance du Roi portant autorisation de la Compagnie du chemin de fer du Centre.

## Naissances
- 1771 : Richard Trevithick, inventeur britannique foisonnant du début du XIXe siècle, à qui l'on doit la machine à vapeur à haute pression et le premier train tracté par une locomotive († 22 avril 1833).